# Lista de universidades na África do Sul
Em 2004, a África do Sul começou a reformar o seu sistema de ensino superior, fundindo e incorporando pequenas universidades em instituições maiores, e chamando "universidade" a todas as instituições de ensino superior (anteriormente existiam diversos tipos de instituições). As universidades e technikons que já não existem por terem sido incorporadas junto com outras são listadas no final do artigo.
Há também um grande número de outras instituições de ensino na África do Sul - por exemplo campus locais de universidades estrangeiras, ou centros de ensino presencial para a universidade de ensino à distância Unisa.

## Universidades oficiais da África do Sul na actualidade
As universidades públicas na África do Sul são divididas em três tipos:
- universidades tradicionais, que oferecem graus orientados para a teoria
- universidades tecnológicas, que oferecem diplomas e graus orientados para a prática e para a técnica
- universidades abrangentes, que oferecem uma combinação dos dois tipos de qualificação

### Universidades tradicionais

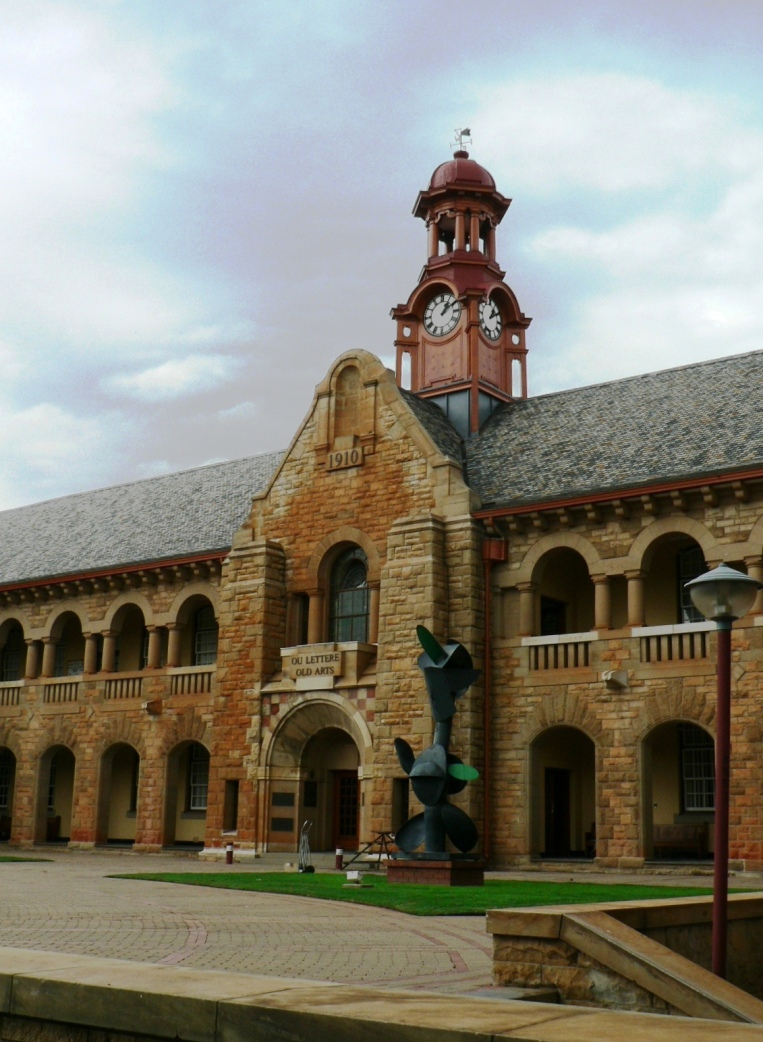
Universidade de Pretória

- Universidade do Cabo Ocidental (Cidade do Cabo)
- Universidade da Cidade do Cabo (Cidade do Cabo)
- Universidade do Estado Livre (Bloemfontein)
- Universidade de Fort Hare (Alice)
- Universidade do KwaZulu-Natal (Durban, Pietermaritzburg, Pinetown, Westville)
- Universidade do Limpopo (Polokwane, Ga-Rankuwa)
- Universidade do Noroeste (Mafikeng, Mankwe, Potchefstroom, Vanderbijlpark)
- Universidade de Pretória (Pretória)
- Universidade Rhodes (Grahamstown)
- Universidade de Stellenbosch (Stellenbosch)
- Universidade de Witwatersrand (Joanesburgo)

### Universidades abrangentes
- Universidade da África do Sul, ou Unisa (Pretória - ensino à distância)
- Universidade de Joanesburgo (Joanesburgo)
- Universidade Metropolitana Nelson Mandela (Port Elizabeth)
- Universidade de Venda (Thohoyandou)
- Universidade Walter Sisulu para a Tecnologia e a Ciência (Buffalo City, Butterworth, Mthatha, Queenstown)
- Universidade da Zululândia (Empangeni)

### Universidades tecnológicas
- Instituto de Tecnologia de Durban (Durban, Pietermaritzburg)
- Mangosuthu Technikon (Durban)
- Universidade Central de Tecnologia (Bloemfontein, Welkom)
- Universidade Tecnológica da Península do Cabo (Bellville, Cidade do Cabo)
- Universidade Tshwane de Tecnologia (Pretória)
- Universidade Vaal de Tecnologia (Vanderbijlpark)

## Outras instituições de ensino
- Acsess Business Academy (Brits, East London, Port Elizabeth, Pretória - ensino à distância services as well.
- Assessment College (Joanesburgo)
- Bantori Business College (Joanesburgo, Pretória)
- Faculdade Teológica Baptista da África Austral (Randburg)
- Instituto Bíblico da África do Sul (perto da Cidade do Cabo)
- Bond South Africa (Sandton)
- Boston City Campus and Business College
- Escola de Design Boston House
- Business Management Training College (Joanesburgo – ensino à distância)
- Escola Internacional de Hotelaria CAMPUS
- Faculdade Central de Joanesburgo (Joanesburgo)
- Academia Centurion (Centurion)
- CIDA City Campus (Joanesburgo)
- Faculdade de Montessori Moderno (Joanesburgo)
- Faculdade de Música Contemporânea (Pretória)
- Instituto de Gestão Cranefield (Pretória)
- Damelin
- Academia de Design de Moda
- Diamond Education College (Joanesburgo)
- Durban Computer College (Durban)
- Edinburgh Business School (Roodepoort)
- Education Facilitators (Randburg)
- Ekurhuleni West College (Multi-campus)
- False Bay College (Bellville, Khayelitsha, Muizenberg, Noordhoek, Tokai)
- 5th Dimension College of Visual Art, (Joanesburgo)
- Flavius Mareka FET College (Kroonstad, Mphohadi, Sasolburg)
- George Whitefield College (Cidade do Cabo)
- Global School of Business (Sandton)
- Greenside Design Center (Joanesburgo)
- Grootfontein College of Agriculture (Middelburg)
- Hampton College, (Durban)
- Henley Management College, South Africa (Joanesburgo)
- HTA School of Culinary Art (Joanesburgo)
- Faculdade de Design Inscape (Joanesburgo)
- Intec College (Cidade do Cabo - ensino à distância)
- International Peace University of South Africa
- Kaizen Business Education Centre (Edenvale)
- K.I.B Accounting and Computer Training Centre
- La Musique (Paarl)
- LearnLogic (Centurion)
- London School of University Studies (Joanesburgo)
- Lyceum College (Joanesburgo - ensino à distância)
- Management College of Southern Africa (Durban - ensino à distância)
- Midrand Graduate Institute (Midrand)
- Mukhanyo Theological College
- Monash South Africa (Joanesburgo)
- National College of Photography (Joanesburgo, Pretória)
- New World Mission Dunamis International University (Kroonstad)
- Northlink College
- Port Elizabeth College (Port Elizabeth)
- Pretoriase Akademie vir Christelik-volkseie Hoër Onderwys (Pretória)
- Professional Child Care College
- Professional Drafting Services
- Regent Business School (Durban)
- Salon Magic Academy of Learning
- South African College of Applied Psychology (Cidade do Cabo)
- South African College of Herbal Medicine and Health
- Academia Militar Sul-africana (Saldanha)
- South African School of Motion Picture Medium and Live Performance (Cidade do Cabo, Joanesburgo)
- Seminário Teológico Sul-africano (Rivonia - ensino à distância)
- Faculdade de Vida Selvagem Sul-africana (a 10 km do Parque Nacional Kruger)
- Colégio de Santo Agostinho (Joanesburgo)

## Antigas Universidades eTechnikons
- Border Technikon, actualmente parte da Universidade Walter Sisulu para a Tecnologia e a Ciência
- Technikon do Cabo Oriental,  actualmente parte da Universidade Walter Sisulu para a Tecnologia e a Ciência
- Technikon SA, actualmente fundida com a Unisa.
- Universidade Afrikaans Rand (Joanesburgo), actualmente parte da Universidade de Joanesburgo
- Universidade do Bophuthatswana (Mafikeng), actualmente parte da Universidade do Noroeste.
- Universidade do Cabo da Boa Esperança, renomeada Universidade da África do Sul em 1916
- Universidade de Durban-Westville (Durban), actualmente parte da Universidade do KwaZulu-Natal
- Universidade Médica da África do Sul (Ga-Rankuwa), actualmente parte da Universidade do Limpopo
- Universidade do Natal (Durban), actualmente parte da Universidade do KwaZulu-Natal
- Universidade do Norte (perto de Polokwane), actualmente parte da Universidade do Limpopo
- University de Port Elizabeth, (Port Elizabeth), actualmente parte da Universidade Metropolitana Nelson Mandela.
- Universidade Potchefstroom para o Ensino Superior Cristão (Potchefstroom), actualmente parte da Universidade do Noroeste.
- Universidade do Transkei, actualmente parte da Universidade Walter Sisulu para a Tecnologia e a Ciência
- Universidade Vista (campus em múltiplas cidades), actualmente fundida com outras universidades